# Thùng tô nô

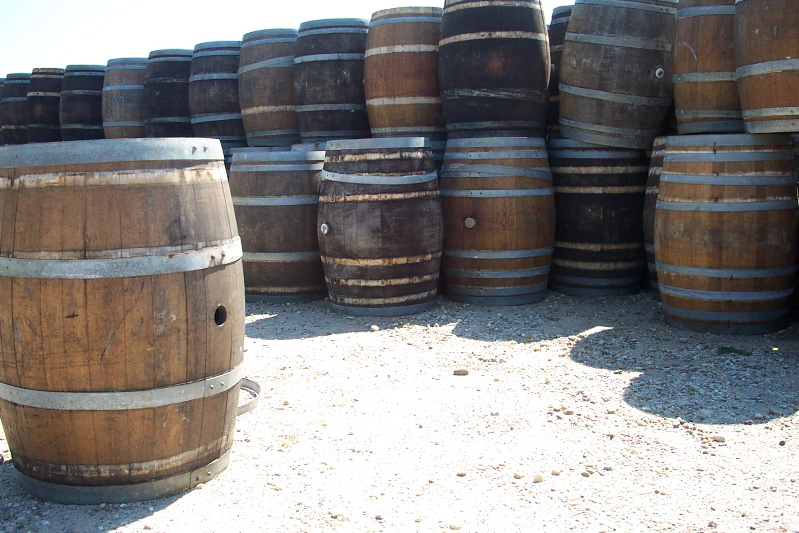
Thùng tô nô truyền thống

Thùng tô nô (tiếng Pháp: tonneau, bắt nguồn từ tiếng Latinh: tunna) là một vật hình ống, phình ở giữa, dùng để chứa chất lỏng với dung tích lớn.
Theo truyền thống thì thùng tô nô làm bằng những lan gỗ hớt dẹp và giữ ở vị trí nhất định bằng vòng sắt. Danh từ "thùng (tô nô)" còn là đơn vị đo lường ở Âu châu, ví dụ như ở Anh một thùng tô nô bia là 36 galông Anh (160 L; 43 gal Mỹ) trong khi một thùng tô nô rượu vang là 119 lít (31 gal Mỹ; 26 gal Anh).
Thùng tô nô khác thùng phuy ở chỗ hình dạng. Thùng phuy là một ống thẳng cạnh trong khi thùng tô nô, thân thùng vồng ra. Với thân phình ra, thùng tô nô dễ lăn hơn vì khi chuyển hướng, người đẩy thùng có thể xoay thùng dễ dàng.
Thùng tô nô ngày nay vẫn được dùng để cất rượu vang. Loại thùng này chuộng các thứ gỗ sồi (Quercus robur, Quercus petraea, Quercus alba), với dung tích khác nhau: thùng kiểu "Bordeaux" là 225 lít (59 gal Mỹ; 49 gal Anh), kiểu "Burgundy" là 228 L và thùng kiểu "Cognac" là 300 lít (79 gal Mỹ; 66 gal Anh).
Thùng tô nô ngày nay còn có khi làm bằng plastic và các loại kim loại như nhôm, thép không gỉ.

## Hình ảnh

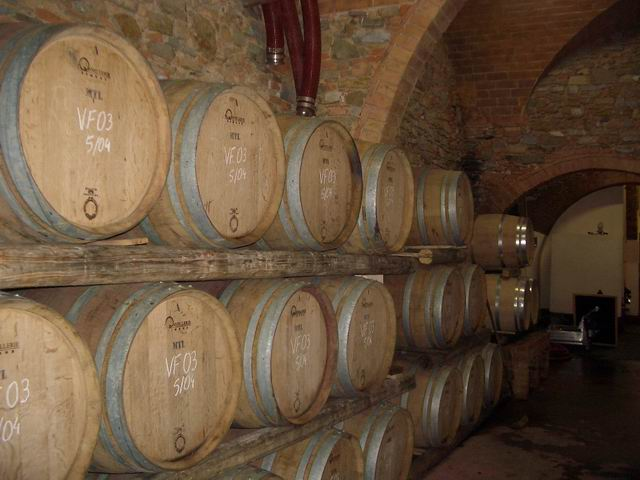
Trong hầm rượu nho
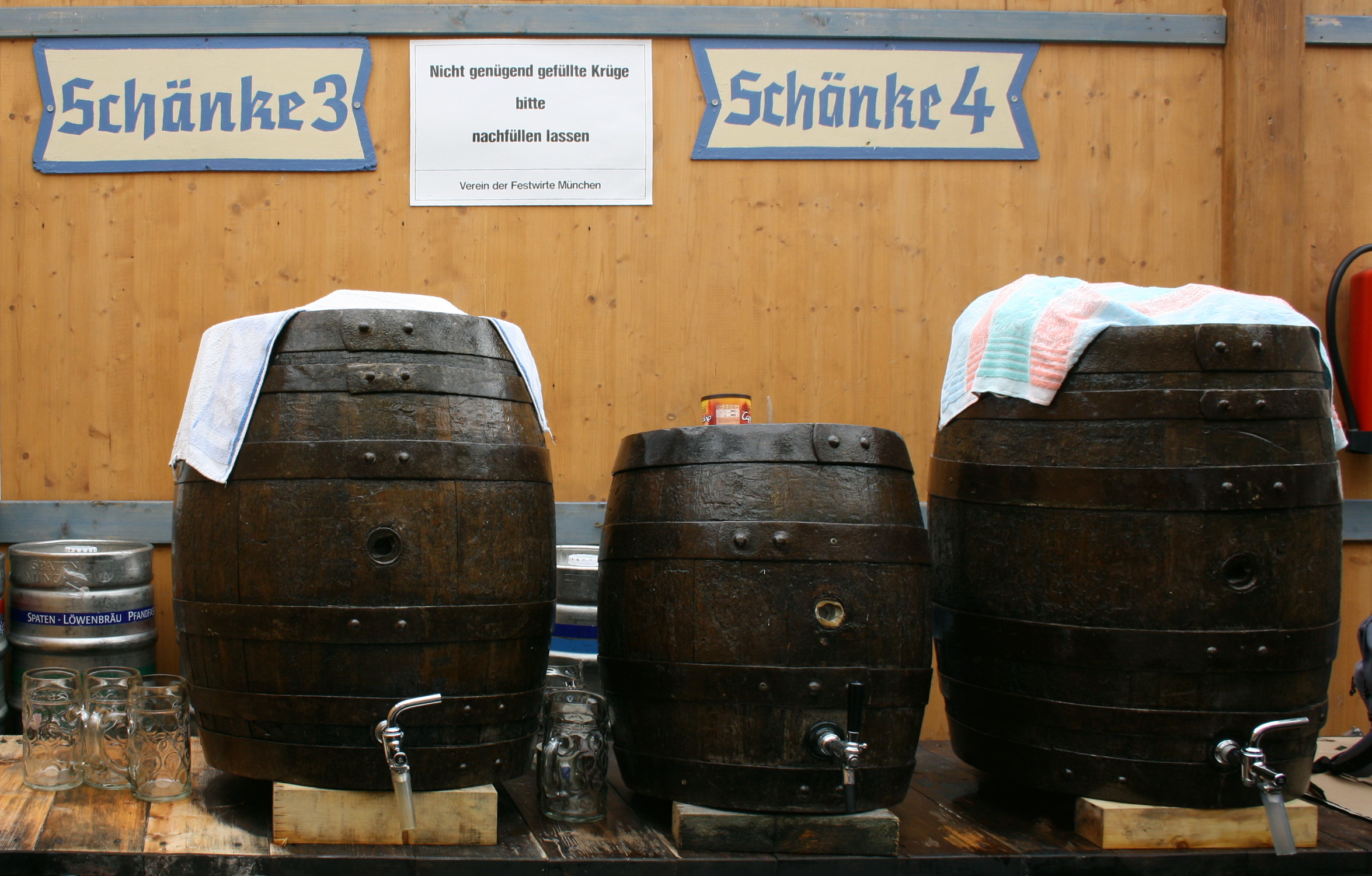
Thùng bia tại Oktoberfest
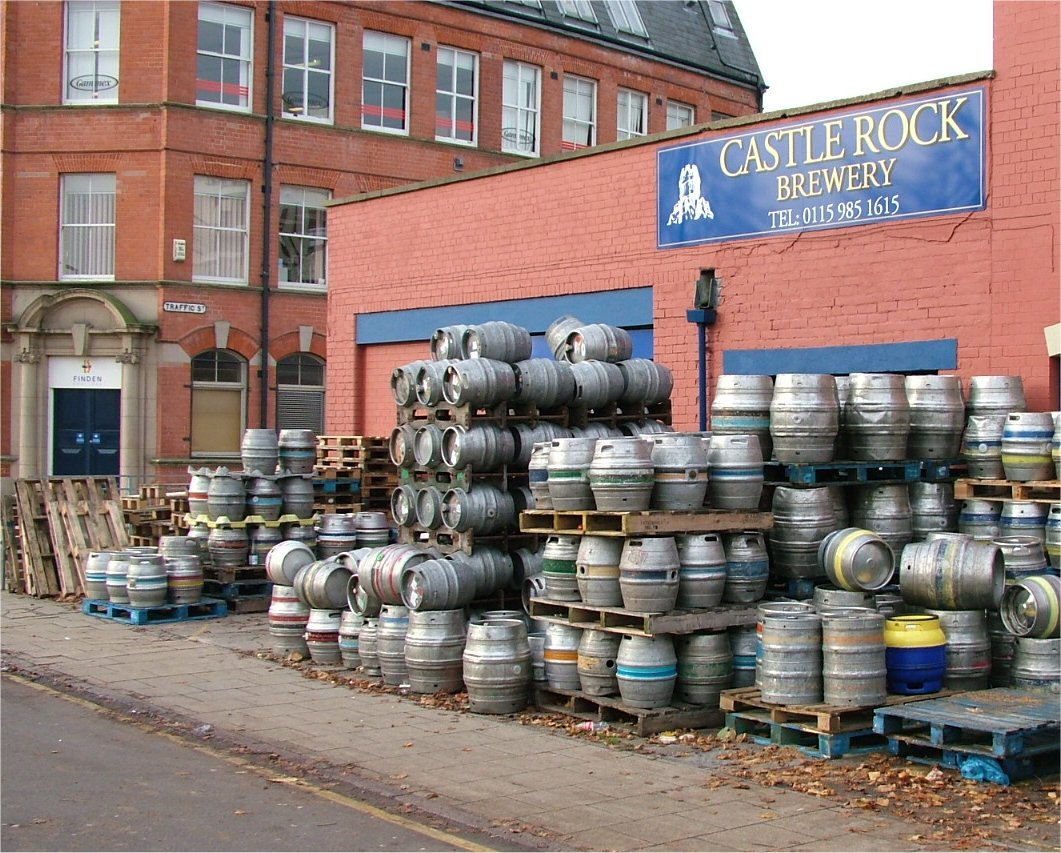
Thùng bia bằng nhôm trước một hãng chế bia